# Derby de Vienne
La rivalité entre l'Austria Vienne et le Rapid Vienne, se réfère à l'antagonisme entre les deux principaux clubs de football de Vienne, la capitale autrichienne.
Le Rapid Vienne est créé en 1899 et dispute ses matchs au stade Gerhard Hanappi, l'Austria Vienne voit le jour en 1910 et évolue au stade Franz-Horr. Depuis les années 1950, leurs confrontations portent le surnom de Wiener derby (français : Derby viennois).
Historiquement, il existe une rivalité de classe sociale dès les toutes premières rencontres. Bien que venant du même arrondissement de la ville : Hietzing, le Rapid est le club ouvrier tandis que l'Austria est réputée pour être le club de la bourgeoisie. De ce fait, la première rencontre en 1911 est déjà attendue puis suivie avec passion. Parallèlement, il existe aussi une rivalité sportive à partir du milieu des années 1920 avec l'avènement de l'Austria sur la scène nationale ; auparavant, seul le Rapid Vienne joue un rôle majeur dans le championnat autrichien. Cette rivalité sportive perdure depuis dans le temps sans discontinuité puisqu'elle oppose les deux clubs les plus titrés d'Autriche ou célèbre une rencontre qui s'est tenue plus de 400 fois dont 300 en compétitions nationales.

## Histoire
La rivalité entre Autria et Rapid est tant fondée sur une question de suprématie locale que sur un fort antagonisme social entre les deux clubs. Le Rapid a été fondé en 1899, en qualité de premier « club-ouvrier  » d'Autriche. Par opposition l'Austria, fondé sous le nom de SV Amateure en 1910, est alors considéré comme un club bourgeois. Il existait même un paragraphe relatif à l'intelligence dans les statuts originels du club.
Le premier matche entre le Rapid et l'Amateure date du 8 septembre 1911. C'est une victoire 4-1 en faveur du Rapid. Pour les Verts, il s'agit également de leur premier match en Erste Klasse, où ils ont été acceptés peu de temps après leur fondation, en raison de leur réseau de relations. 
Le terme derby de Vienne, ou en allemand « Wiener Derby », est apparu au courant des années 1950 pour désigner la confrontation.

## Confrontations sportives
| Date               | N° | Rencontre      | Score | Compétition                                   | Ref.   |
| ------------------ | -- | -------------- | ----- | --------------------------------------------- | ------ |
| 8 septembre 1911   | 1  | Amateure-Rapid | 1-4   | Erste Klasse 1911-1912 1re journée            | [ 2 ]  |
| 9 juin 1912        | 2  | Rapid-Amateure | 3-0   | Erste Klasse 1911-1912 20e journée            | [ 2 ]  |
| 1er septembre 1912 | 3  | Rapid-Amateure | 3-0   | Erste Klasse 1912-1913 1re journée            | [ 3 ]  |
| 9 mars 1913        | 4  | Amateure-Rapid | 1-4   | Erste Klasse 1912-1913 11e journée            | [ 3 ]  |
| 31 août 1913       | 5  | Rapid-Amateure | 4-0   | Erste Klasse 1913-1914 1re journée            | [ 4 ]  |
| 11 juin 1914       | 6  | Amateure-Rapid | 1-2   | Erste Klasse 1913-1914 14e journée            | [ 4 ]  |
| 27 juin 1915       | 7  | Rapid-Amateure | 4-1   | Erste Klasse 1914-1915                        | ,      |
| 5 décembre 1915    | 8  | Amateure-Rapid | 0-4   | Erste Klasse 1915-1916 2e journée             | [ 6 ]  |
| 30 avril 1916      | 9  | Rapid-Amateure | 9-0   | Erste Klasse 1915-1916 14e journée            | [ 6 ]  |
| 8 octobre 1916     | 10 | Rapid-Amateure | 4-1   | Erste Klasse 1916-1917 5e journée             | [ 7 ]  |
| 29 avril 1917      | 11 | Amateure-Rapid | 1-2   | Erste Klasse 1916-1917 14e journée            | [ 7 ]  |
| 11 novembre 1917   | 12 | Amateure-Rapid | 1-0   | Erste Klasse 1917-1918 8e journée             | [ 8 ]  |
| 23 juin 1918       | 13 | Rapid-Amateure | 6-1   | Erste Klasse 1917-1918 18e journée            | [ 8 ]  |
| 13 octobre 1918    | 14 | Rapid-Amateure | 1-2   | Erste Klasse 1918-1919 8e journée             | [ 9 ]  |
| 30 mars 1919       | 15 | Amateure-Rapid | 0-2   | Erste Klasse 1918-1919 13e journée            | [ 9 ]  |
| 24 août 1919       | 16 | Rapid-Amateure | 1-2   | Erste Klasse 1919-1920 1re journée            | [ 10 ] |
| 25 avril 1920      | 17 | Amateure-Rapid | 2-3   | Erste Klasse 1919-1920 17e journée            | [ 10 ] |
| 24 octobre 1920    | 18 | Rapid-Amateure | 1-0   | Erste Klasse 1920-1921 7e journée             | [ 11 ] |
| 29 juin 1921       | 19 | Amateure-Rapid | 1-1   | Erste Klasse 1920-1921 20e journée            | [ 11 ] |
| 8 décembre 1921    | 20 | Amateure-Rapid | 2-3   | Erste Klasse 1921-1922 8e journée             | [ 12 ] |
| 5 mars 1922        | 21 | Rapid-Amateure | 2-1   | Erste Klasse 1921-1922 16e journée            | [ 12 ] |
| 15 octobre 1922    | 22 | Amateure-Rapid | 7-3   | Erste Klasse 1922-1923 10e journée            | [ 13 ] |
| 3 juin 1923        | 23 | Rapid-Amateure | 0-3   | Erste Klasse 1922-1923 22e journée            | [ 13 ] |
| 16 septembre 1923  | 24 | Rapid-Amateure | 3-1   | Erste Klasse 1923-1924 3e journée             | [ 14 ] |
| 30 mars 1924       | 25 | Amateure-Rapid | 2-2   | Erste Klasse 1923-1924 13e journée            | [ 14 ] |
| 23 novembre 1924   | 26 | Rapid-Amateure | 3-0   | Erste Liga 1924-1925 8e journée               | [ 15 ] |
| 1er mars 1925      | 27 | Amateure-Rapid | 1-3   | Erste Liga 1924-1925 13e journée              | [ 15 ] |
| 15 novembre 1925   | 28 | Amateure-Rapid | 5-1   | Erste Liga 1925-1926 12e journée              | [ 16 ] |
| 9 mai 1926         | 29 | Rapid-Amateure | 0-5   | Erste Liga 1925-1926 21e journée              | [ 16 ] |
| 22 août 1926       | 30 | Rapid-Amateure | 4-1   | Erste Liga 1926-1927 13e journée              | ,      |
| 6 mars 1927        | 31 | Austria-Rapid  | 2-1   | Erste Liga 1926-1927 16e journée              | ,      |
| 9 octobre 1927     | 32 | Austria-Rapid  | 1-2   | Erste Liga 1927-1928 4e journée               | [ 18 ] |
| 4 mars 1928        | 33 | Rapid-Austria  | 4-2   | Erste Liga 1927-1928 17e journée              | [ 18 ] |
| 25 novembre 1928   | 34 | Rapid-Austria  | 2-2   | Erste Liga 1928-1929 4e journée               | [ 19 ] |
| 5 juin 1929        | 35 | Austria-Rapid  | 1-3   | Erste Liga 1928-1929 14e journée              | [ 19 ] |
| 3 novembre 1929    | 36 | Austria-Rapid  | 1-3   | Erste Liga 1929-1930 7e journée               | [ 20 ] |
| 2 mars 1930        | 37 | Rapid-Austria  | 4-8   | Erste Liga 1929-1930 15e journée              | [ 20 ] |
| 31 août 1930       | 38 | Austria-Rapid  | 4-2   | Erste Liga 1930-1931 1re journée              | [ 21 ] |
| 10 mai 1931        | 39 | Rapid-Austria  | 4-3   | Erste Liga 1930-1931 16e journée              | [ 21 ] |
| 6 septembre 1931   | 40 | Austria-Rapid  | 3-5   | Erste Liga 1931-1932 2e journée               | [ 22 ] |
| 12 juin 1932       | 41 | Rapid-Austria  | 3-2   | Erste Liga 1931-1932 22e journée              | [ 22 ] |
| 20 novembre 1932   | 42 | Rapid-Austria  | 0-2   | Erste Liga 1932-1933 11e journée              | [ 23 ] |
| 2 avril 1933       | 43 | Austria-Rapid  | 0-2   | Erste Liga 1932-1933 17e journée              | [ 23 ] |
| 24 septembre 1933  | 44 | Austria-Rapid  | 1-0   | Erste Liga 1933-1934 4e journée               | [ 24 ] |
| 6 mai 1934         | 45 | Rapid-Austria  | 3-0   | Erste Liga 1933-1934 21e journée              | [ 24 ] |
| 30 septembre 1934  | 46 | Austria-Rapid  | 1-3   | Erste Liga 1934-1935 4e journée               | [ 25 ] |
| 26 mai 1935        | 47 | Rapid-Austria  | 5-2   | Erste Liga 1934-1935 21e journée              | [ 25 ] |
| 17 novembre 1935   | 48 | Austria-Rapid  | 0-2   | Erste Liga 1935-1936 10e journée              | [ 26 ] |
| 10 mai 1936        | 49 | Rapid-Austria  | 2-3   | Erste Liga 1935-1936 16e journée              | [ 26 ] |
| 20 septembre 1936  | 50 | Rapid-Austria  | 1-1   | Nationalliga 1936-1937 4e journée             | [ 27 ] |
| 16 mai 1937        | 51 | Austria-Rapid  | 5-0   | Nationalliga 1936-1937 21e journée            | [ 27 ] |
| 7 novembre 1937    | 52 | Austria-Rapid  | 1-2   | Nationalliga 1937-1938 8e journée             | [ 28 ] |
| 6 mars 1938        | 53 | Rapid-Austria  | 3-0   | Nationalliga 1937-1938 12e journée            | [ 28 ] |
| 16 octobre 1938    | 54 | Rapid-Austria  | 5-1   | Gauliga Ostmark 1938-1939 5e journée          | [ 29 ] |
| 19 mars 1939       | 55 | Austria-Rapid  | 4-0   | Gauliga Ostmark 1938-1939 14e journée         | [ 29 ] |
| 5 novembre 1939    | 56 | Rapid-Austria  | 9-2   | Gauliga Ostmark 1939-1940 5e journée          | [ 30 ] |
| 4 février 1940     | 57 | Austria-Rapid  | 1-4   | Gauliga Ostmark 1939-1940 12e journée         | [ 30 ] |
| 27 octobre 1940    | 58 | Austria-Rapid  | 0-3   | Gauliga Ostmark 1939-1940 7e journée          | [ 31 ] |
| 30 mars 1941       | 57 | Rapid-Austria  | 1-0   | Gauliga Ostmark 1940-1941 16e journée         | [ 31 ] |
| 12 octobre 1941    | 58 | Rapid-Austria  | 2-2   | Gauliga Donau-Alpenland 1941-1942 5e journée  | [ 32 ] |
| 22 mars 1942       | 59 | Austria-Rapid  | 3-4   | Gauliga Donau-Alpenland 1941-1942 14e journée | [ 32 ] |
| 23 août 1942       | 60 | Austria-Rapid  | 1-10  | Gauliga Donau-Alpenland 1942-1943 2e journée  | [ 33 ] |
| 6 décembre 1942    | 61 | Rapid-Austria  | 2-6   | Gauliga Donau-Alpenland 1942-1943 13e journée | [ 33 ] |
| 12 septembre 1943  | 62 | Rapid-Austria  | 1-2   | Gauliga Donau-Alpenland 1943-1944 3e journée  | [ 34 ] |
| 26 mars 1944       | 63 | Austria-Rapid  | 2-0   | Gauliga Donau-Alpenland 1943-1944 12e journée | [ 34 ] |
| 15 octobre 1944    | 64 | Austria-Rapid  | 1-3   | Gauliga Donau-Alpenland 1944-1945 6e journée  | ,      |
| 4 novembre 1945    | 65 | Rapid-Austria  | 0-0   | Staatsliga 1945-1946 10e journée              | [ 36 ] |
| 26 mai 1946        | 66 | Austria-Rapid  | 1-5   | Staatsliga 1945-1946 21e journée              | [ 36 ] |
| 29 septembre 1946  | 67 | Austria-Rapid  | 1-5   | Staatsliga 1946-1947 6e journée               | [ 37 ] |
| 30 mars 1947       | 68 | Rapid-Austria  | 2-3   | Staatsliga 1946-1947 17e journée              | [ 37 ] |
| 23 novembre 1947   | 69 | Rapid-Austria  | 7-3   | Staatsliga 1947-1948 9e journée               | [ 38 ] |
| 6 juin 1948        | 70 | Austria-Rapid  | 2-2   | Staatsliga 1947-1948 18e journée              | [ 38 ] |
| 24 octobre 1948    | 71 | Rapid-Austria  | 1-2   | Staatsliga 1948-1949 8e journée               | [ 39 ] |
| 29 mai 1949        | 72 | Austria-Rapid  | 5-3   | Staatsliga 1948-1949 17e journée              | [ 39 ] |
| 23 octobre 1949    | 73 | Austria-Rapid  | 4-4   | Staatsliga 1949-1950 7e journée               | [ 40 ] |
| 30 avril 1950      | 74 | Rapid-Austria  | 4-2   | Staatsliga 1949-1950 20e journée              | [ 40 ] |
| 17 septembre 1950  | 75 | Austria-Rapid  | 5-7   | Staatsliga A 1950-1951 5e journée             | [ 41 ] |
| 1er avril 1951     | 76 | Rapid-Austria  | 3-1   | Staatsliga A 1950-1951 18e journée            | [ 41 ] |
| 26 août 1951       | 77 | Austria-Rapid  | 5-3   | Staatsliga A 1951-1952 1re journée            | [ 42 ] |
| 9 mars 1952        | 78 | Rapid-Austria  | 3-1   | Staatsliga A 1951-1952 13e journée            | [ 42 ] |
| 26 octobre 1952    | 79 | Austria-Rapid  | 2-1   | Staatsliga A 1952-1953 8e journée             | [ 43 ] |
| 10 mai 1953        | 80 | Rapid-Austria  | 4-1   | Staatsliga A 1952-1953 21e journée            | [ 43 ] |
| 6 septembre 1953   | 81 | Austria-Rapid  | 4-3   | Staatsliga A 1953-1954 5e journée             | [ 44 ] |
| 7 mars 1954        | 82 | Rapid-Austria  | 3-0   | Staatsliga A 1953-1954 18e journée            | [ 44 ] |
| 5 septembre 1954   | 83 | Austria-Rapid  | 2-1   | Staatsliga A 1954-1955 2e journée             | [ 45 ] |
| 6 mars 1955        | 84 | Rapid-Austria  | 3-3   | Staatsliga A 1954-1955 15e journée            | [ 45 ] |
| 23 octobre 1955    | 85 | Austria-Rapid  | 1-3   | Staatsliga A 1955-1956 8e journée             | [ 46 ] |
| 10 mai 1956        | 86 | Rapid-Austria  | 5-3   | Staatsliga A 1955-1956 21e journée            | [ 46 ] |

## Statistiques
|             | Matchs | Austria Vienne victoires | Nuls | Rapid Vienne victoires |
| ----------- | ------ | ------------------------ | ---- | ---------------------- |
| Championnat | 294    | 99                       | 71   | 124                    |
| Coupe       | 33     | 18                       | 3    | 12                     |
| Supercoupe  | 1      | 0                        | 0    | 1                      |
| Total       | 328    | 117                      | 74   | 137                    |

### Meilleurs buteurs
| Nationalité | Nom              | Club           | Championnat | Coupe | Supercoupe | Total |
| ----------- | ---------------- | -------------- | ----------- | ----- | ---------- | ----- |
| Autriche    | Franz Binder     | Rapid Vienne   | 21          | 0     | 0          | 21    |
| Autriche    | Hans Krankl      | Rapid Vienne   | 19          | 1     | 0          | 20    |
| Autriche    | Franz Weselik    | Rapid Vienne   | 17          | 0     | 0          | 17    |
| Autriche    | Edi Bauer        | Rapid Vienne   | 15          | 0     | 0          | 15    |
| Autriche    | Robert Dienst    | Rapid Vienne   | 14          | 1     | 0          | 15    |
| Autriche    | Ernst Stojaspal  | Austria Vienne | 11          | 3     | 0          | 14    |
| Croatie     | Zlatko Kranjčar  | Rapid Vienne   | 9           | 4     | 1          | 14    |
| Autriche    | Matthias Kaburek | Rapid Vienne   | 12          | 0     | 0          | 12    |
| Autriche    | Toni Polster     | Austria Vienne | 7           | 4     | 1          | 12    |
| Autriche    | Robert Körner    | Rapid Vienne   | 11          | 0     | 0          | 11    |
| Autriche    | Ferdinand Wesely | Rapid Vienne   | 11          | 0     | 0          | 11    |
| Autriche    | Andreas Ogris    | Austria Vienne | 10          | 1     | 0          | 11    |
| Autriche    | Rudi Flögel      | Rapid Vienne   | 7           | 4     | 0          | 11    |
| Autriche    | Walter Seitl     | Rapid Vienne   | 7           | 4     | 0          | 11    |
| Uruguay     | Julio Morales    | Austria Vienne | 7           | 4     | 0          | 11    |

### Palmarès
| Compétition            | Austria Vienne | Rapid Vienne |
| ---------------------- | -------------- | ------------ |
| Championnat d'Autriche | 23             | 32           |
| Coupe d'Autriche       | 27             | 14           |
| Supercoupe d'Autriche  | 6              | 3            |
| Total                  | 56             | 49           |

### Navigation
- Austria Vienne
- Rapid Vienne
- Championnat d'Autriche de football
- Liste de derbies et de rivalités dans le football